# Музичка школа „Ватрослав Лисински”
Музичка школа „Ватрослав Лисински“ основна је и средња школа на општини Чукарица. Налази се у улици Страше Пинџура 1А на Бановом Брду. Школа има издвојена одељења у Жаркову, у оквиру основне школе „Љуба Ненадовић"; одељење у Железнику, у оквиру основне школе „Браћа Јерковић"; одељење у Сремчици, у оквиру основне школе „Душко Радовић"; у Умци, у оквиру основне школе „Доситеј Обрадовић" и одељење на општини Обреновац, где се настава изводи у Соколском дому.

## Име школе
Школа носи име хрватског композитора Ватрослава Лисинског. Ватрослав Лисински (Загреб, 8. јул 1819 — Загреб, 31. мај 1854) је био хрватски композитор немачко-јеврејског порекла, најзначајнији музички стваралац у периоду илиризма.

## Историјат
Музичка школа „Ватрослав Лисински“ постоји од 1953. године. У школи се уче следећи инструменти: виолина, виола, виолончело, контрабас, флаута, обоа, фагот, труба, хорна, тромбон, харфа, клавир, хармоника, гитара, удараљке и соло певање. 
Матична школа, од оснивања до данас, ради на истој локацији на Бановом Брду у улици Страше Пинџура 1А, али се данас настава одржава и у издвојеним одељењима и то у Жаркову, Железнику, Сремчици, Умци и Обреновцу. Отварање издвојених одељења је уследило као резултат великог интересовања и потребе деце и родитеља из поменутих подручја за овом врстом образовања.
Од 2000. школа постаје и средња музичка школа. Музичка школа „Ватрослав Лисински” има верификовано подручје рада у средњој музичкој школи за два образовна профила у четворогодишњем трајању, из области Култура, уметност и јавно информисање:
» образовни профил: Извођач класичне музике
» образовни профил: Музички сарадник .

## Школа данас
Школа музички образује ђаке од најмлађег узраста кроз наставу у припремном разреду, преко основне па све до средње музичке школе.
Данас школу похађа више од 950 ученика..
Наставу изводи 110 наставника инструменталне, групне стручне и општеобразовне наставе на нивоу средње школе.

## Наступи
Поред концертних наступа ученици Музичке школе „Ватрослав Лисински“ активно учествују и на бројним домаћим школским, Републичким и међународним такмичењима у Италији, Чешкој. Немачкој, Француској, САД. и традиционално остварују одличне резултате из свих музичких области.
Школа учествује у неколико међународних пројеката: Заједнички концерт са децом Фукошиме – Јапан у Дому синдиката, Концерт са децом из Прага – Чешка Република на Коларцу, као и учешће наших ђака у „Омладинском супер оркестру“ у сали Филхармоније у Љубљани и Народном позоришту у Скопљу.

## Мој први наступ
Од школске 2007/2008. у школи се реализује манифестација „Мој први наступ“ за ученике првог разреда Основне музичке школе на којој најмлађи ђаци по први пут имају привилегију наступа у великој концертној сали пред публиком уз обавезно присуство и подршку родитеља. 
Осим ове манифестације током школске године организују се у оквиру школе и ван ње и бројне друге манифестације, а неке од њих су: „Комадијада”, „Мајски концерт (најмлађи ученици) и слично.

## Награде
Као награду за остварене резултате школске 2011/2012 школа је добила Светосавску награду.